# Eucereon obliquifascia
Eucereon obliquifascia là một loài bướm đêm thuộc phân họ Arctiinae, họ Erebidae.